# Ehrenfeld (stadsdelsområde)
Ehrenfeld är ett stadsdelsområde i Köln. Den omfattar ett administrativt område med delområdena Bickendorf, Bocklemünd/Mengenich, Ehrenfeld, Neuehrenfeld, Ossendorf och Vogelsang. Befolkningen är cirka 103 000 invånare (2005 ) på 23,83 km².
Namnets ursprung kommer från Ehrenpforte, en stadsport till det medeltida Köln. Ehrenfeld blev en del av Köln 1888. 

## Galleri

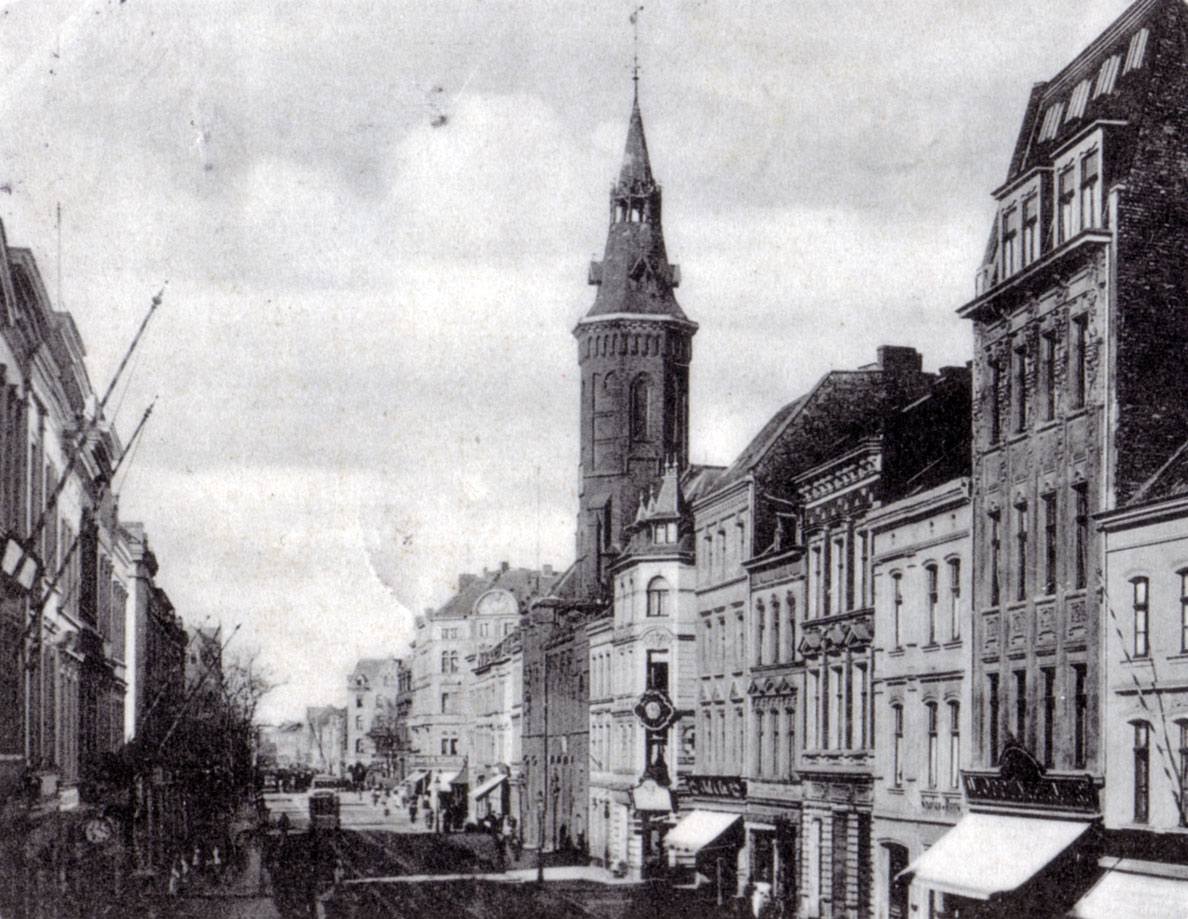
Venloer Str. år 1902
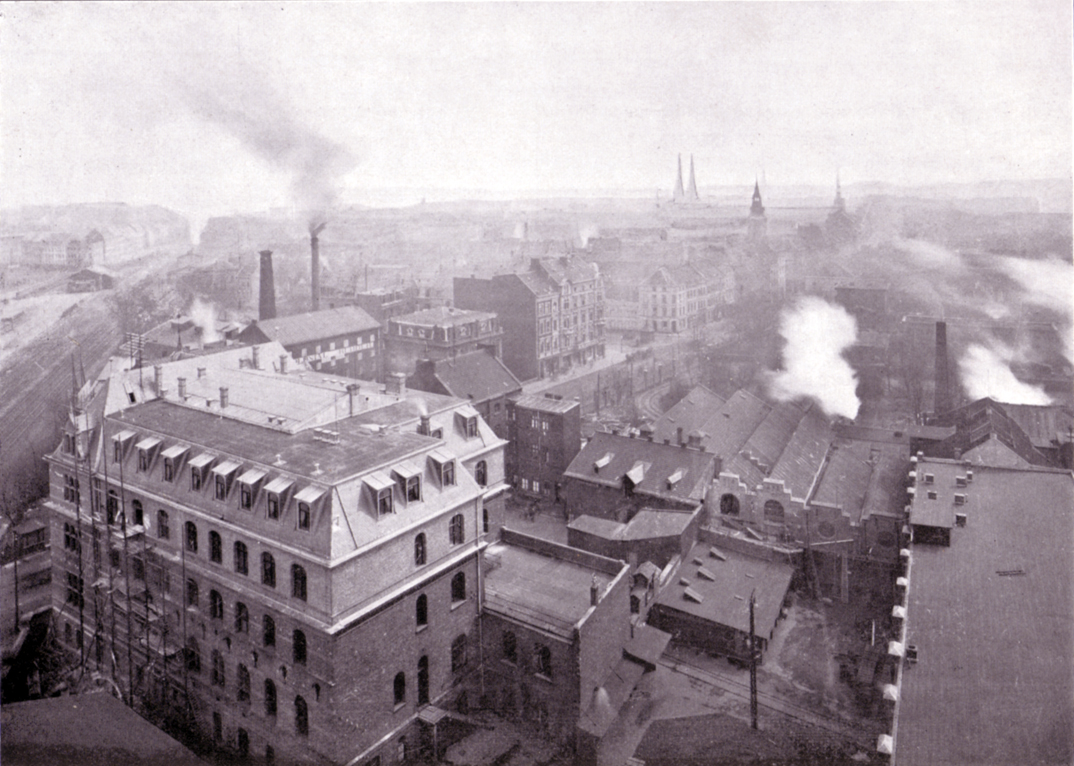
Ehrenfeld år 1900
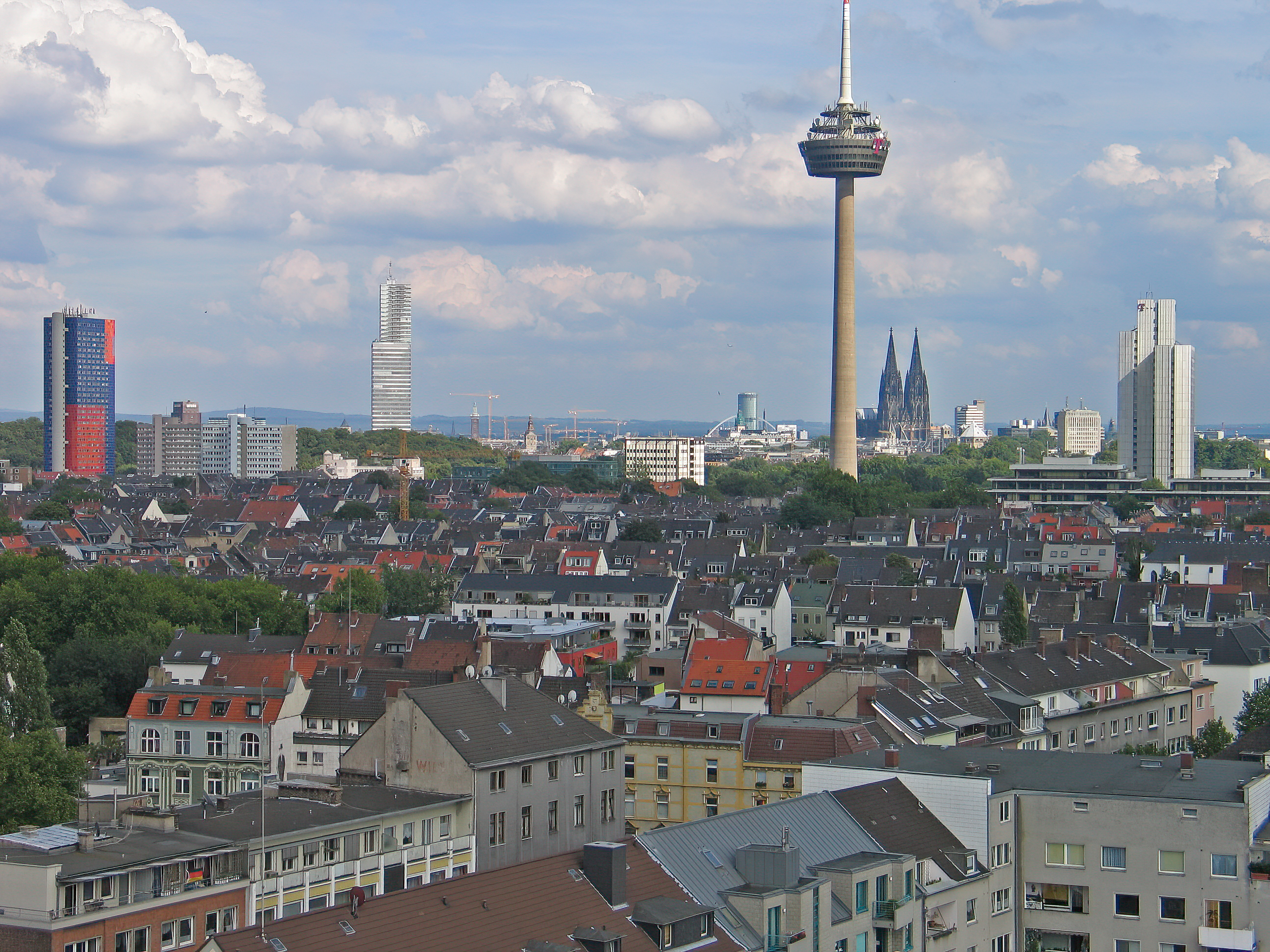
Ehrenfeld 2006
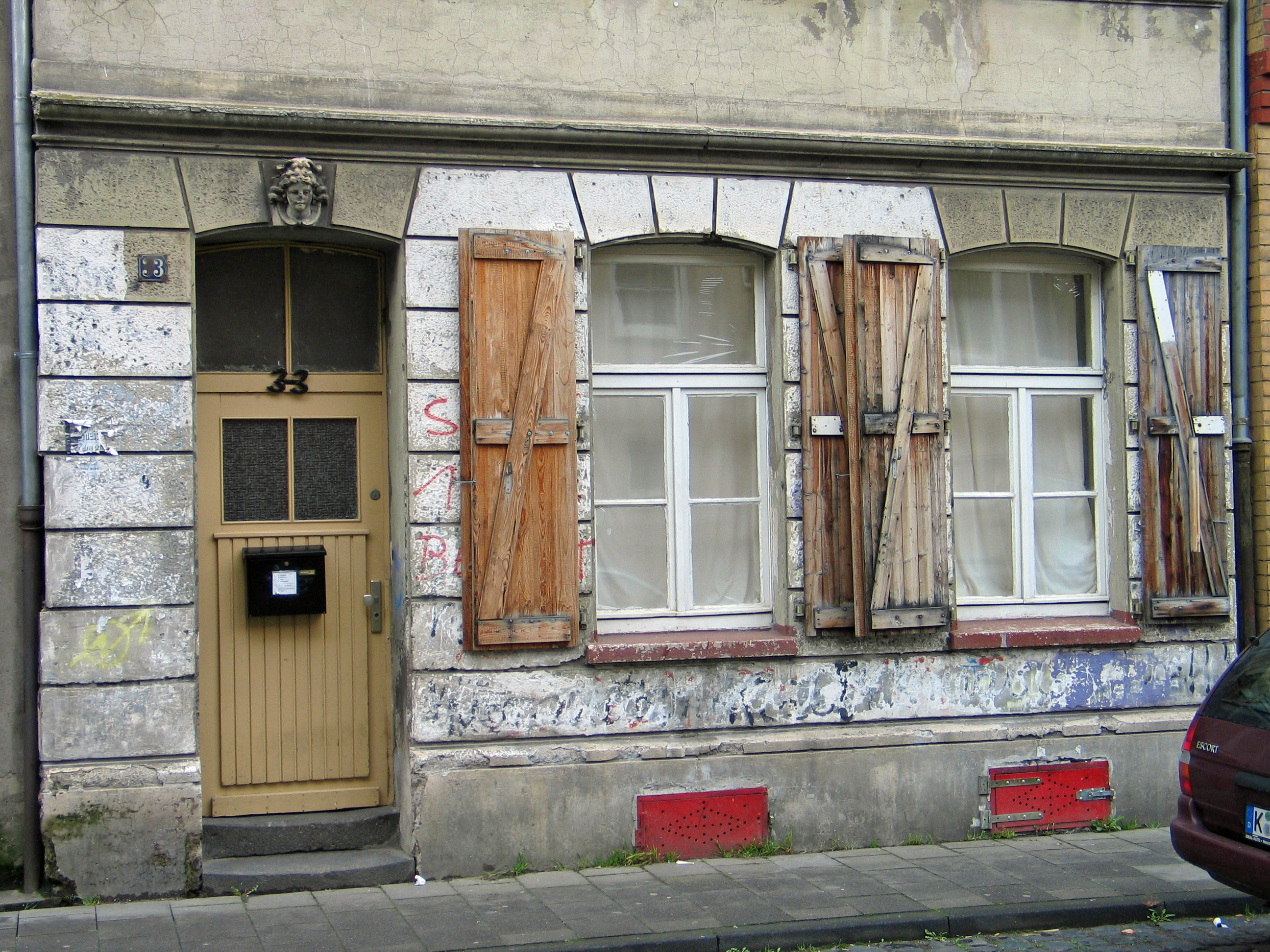
Exempel på ett Dreifensterhaus